# Caudatella
Caudatella is een geslacht van haften (Ephemeroptera) uit de familie Ephemerellidae.

## Soorten
Het geslacht Caudatella omvat de volgende soorten:
- Caudatella columbiella
- Caudatella edmundsi
- Caudatella heterocaudata
- Caudatella hystrix
- Caudatella jacobi